# House band
House Bands, ou ainda In-house Bands, é como são chamados os grupos musicais, muitas vezes organizados centralmente por um líder de banda, que tocam regularmente em um estabelecimento. É amplamente usado para se referir tanto às bandas que trabalham em programas de entretenimento na televisão ou rádio (como o Sexteto do Jô, por exemplo), quanto às bandas que tocam regularmente em uma boate, especialmente clubes de jazz e R&B. O termo também pode se referir a um grupo que toca sessões para um estúdio de gravação específico. As House bands dos programas de televisão geralmente tocam apenas covers, e elas tocam durante os horários em que os comerciais seriam vistos pelo público que assistia em casa. Portanto, apenas aqueles presentes no estúdio durante a gravação do show assistem a suas performances completas.

## House Bands Famosas
- Sexteto do Jô
- The Grateful Dead (The Acid Tests by Ken Kesey, 1964–1968)
- The Doors (Whisky a Go Go nightclub, briefly in 1966)
- The NBC Orchestra (The Tonight Show, 1954–1992)
- The Roots (Late Night with Jimmy Fallon, 2009-2014), (The Tonight Show Starring Jimmy Fallon, 2014-present)
- 4 Poofs and a Piano (Friday Night with Jonathan Ross)
- Booker T. & the M.G.s (Stax Records)
- CBS Orchestra (Late Show with David Letterman, 1993-2015): led by Paul Shaffer
- Jon Batiste and Stay Human (The Late Show with Stephen Colbert), (2015–present)
- The Funk Brothers (Motown Records)
- MFSB (Philadelphia International Records)
- Branford Marsalis and The Tonight Show Band  (The Tonight Show with Jay Leno, 1992–1995)
- Kevin Eubanks and The Tonight Show Band (The Tonight Show with Jay Leno, (1995–2010)
- Kevin Eubanks and the Primetime Band (The Jay Leno Show same ensemble as above, (2009-2010)
- Rickey Minor and The Tonight Show Band (The Tonight Show with Jay Leno, 2010–2014)
- Max Weinberg and The Tonight Show Band (The Tonight Show with Conan O'Brien, 2009-2010)
- The Max Weinberg 7  (Late Night with Conan O'Brien, same ensemble as above, (1993-2009)
- Jimmy Vivino and the Basic Cable Band (Conan, (2010–present)
- The 8G Band with Fred Armisen (Late Night with Seth Meyers, (2014–present)
- Reggie Watts & Karen (The Late Late Show with James Corden, (2015–present)
- Saturday Night Live Band (Saturday Night Live, (1975–present): led by Lenny Pickett
- Joe Firstman on Last Call with Carson Daly
- Cleto and the Cletones,  (Jimmy Kimmel Live!, (2003–present): led by Cleto Escobedo III
- Michael Bearden and the Ese Vatos (Lopez Tonight, (2009-2010)
- Rockapella (Where in the World Is Carmen Sandiego?)
- Big Jim's Penthouse Playas (The Mo'Nique Show, 2009-2010) led by James "Big Jim" Wright
- The House Band (Rock Star)
- Ricky Minor (Don't Forget the Lyrics)
- Richard Rodwell (It's Alive!)
- The Swampers (Fame Studios)
- Dr. Teeth and The Electric Mayhem (The Muppets, 1975-presente)
- Banda Viva Noite ("Pânico na TV" (2003–2011), "Pânico na Band (2012–2017)
- Ultraje a Rigor (Agora É Tarde (2011–2013), The Noite com Danilo Gentili (2013–presente))[4]
- Pedra Letícia ( "Programa do Porchat" (2016-2018) )

## House Bands de Desenvolvedora de Jogos Eletrônicos
| - S.S.T. Band (Sega) - Zuntata (Taito) - Kukeiha Club (Konami) | - Alph Lyla (Capcom) - Gamadelic (Data East) - J.D.K. Band (Falcom) | - Shinsekai Gakkyoku Zatsugidan (SNK) - The Black Mages (SNK) |